# Echternach (tổng)
Echternach là một tổng về phía đông của Luxembourg, ở huyện Grevenmacher. Thủ phủ là Echternach.
Tổng này bao gồm tám thị trấn: 
- Beaufort
- Bech
- Berdorf
- Consdorf
- Echternach
- Mompach
- Rosport
- Waldbillig

==Tham khảo==